# Geonim
A héberül Geonim (héberül: גאונים, azaz „büszkék, ragyogók”) vagy magyarosan gáonok kora, gáoni korszak egy kora középkori héber történelmi–irodalomtörténeti korszak, amely a szaboreusok után, körülbelül a VII. és XI. század között tartott. A gaonok a korabeli babilóniai diaszpóra két legnagyobb iskolájának, a Szúrai és a Pumbeditai Akadémiának a vezetői voltak.

## Meghatározása
A gaónok kora a zsidóság történetének egyik legkimagaslóbb és legfontosabb fejezete, amennyiben a korabeli zsidó hittudósok az amórák és szaboreusok Talmud-interpretálásait tovább folytatták és annak megértését híres akadémiáikon lehetővé tették. Ezeknek az akadémiáknak feje volt a gaón a perzsiai Surában és Pumbaditában. A gaonok kora és ezzel kapcsolatban a gaónok ténykedése hagyományos számítással Kr. u. 589-től 1038-ig tartott Babilóniában, de a XII. században is fennállott még a Kelet többi részén, így Szíriában, Palesztinában és Egyiptomban. Az első pumbeditai gaón Mar Rab Hanam volt (589), az utolsó a kiváló Háj ben Serira (megh. 1038).

## A gáonok feladatai
A gáónok elsősorban az akadémiák rektorai voltak, akik mint tudósok a talmudszerzők műveit folytatták, azt értelmezték az amóreusok módja szerint, miután a szabóreusok már a talmudszöveget megállapították. A gáón szerepe azonban több volt ennél, mert mint a törvényhozás legfőbb embere, azt a szerepet is betöltötte, amit az egykori nagy Szanhedrin áv-bész-dinje, azaz másodelnöke. A kollégium tanulmányi vezetője a Rés Kaló volt, és hetven tanár felett rendelkezett. Mai felfogással nézve ezek nem csupán teológusok és filológusok, hanem elsősorban jogtudósok voltak valamennyien és éppen azért kollégiumukat Szinhedrionnak is nevezték. A tanulmányozás alapjául szolgáló talmudtraktátust maga a gáón jelölte ki s a kialakult vitatkozásban ő maga is részt vett. Legfőbb funkciója azonban mégis az volt, hogy az egész Keletről és Nyugatról hozzá, mint a zsidóság legkiválóbb akadémiájának vezetőjéhez beérkező kérdésekre írás-válasz (latinul responsum) alakjában döntsön. Ezt a döntést akkor hozta, amikor a szóban forgó kérdést megvitatta. Az adminisztráció kitűnő és pontos volt. Az írásbeli döntést az akadémia titkára levelezte le a gaón nevében s az utóbbi aláírta azt. A gaóni responsumoknak ez az eredete. Némely válasz azonban egyenesen magától a gáóntól származik. Az egész év legfőbb tananyaga éppen a beérkező aktuális kérdések megvitatása volt, az évi talmudszakaszt a Kaló hónapra tartották fenn.
A gáón, mint az egész keleti zsidóság legfőbb bírája nevezte ki a kerületek bíráit, de ezeknek illetve Bész-dinjeiknek ítéleteit megmásíthatta. Joguk volt a talmudi döntéssel ellenkező határozatot is hozni, miután a korviszonyok mások voltak, mint a talmudszerzők idejében. Úgy a surai, mint a pumbaditai gaónok a zsidóság legkiválóbb törvénytudósai közé tartoztak s a maguk idejében világhírű tekintélyek is; kinevezésüket a Rés Galuszótól (latinul exilarcha) kapták. Egyike volt a gáónoknak a híres vallásbölcsész Szaádja szurai gáón (megh. 942) is a X. században. Egyébként a gáón teljesen független volt az exilarchától, akinél az akadémiák vezetőségével együtt évenként letisztelgett. Az egész keleti, perzsa uralom alatt élő zsidóságra vonatkozó határozatokat az exilarcha és a két gáón aláírásával tudatták. A szurai gáón bizonyos előnyt élvezett a pumbaditaival szemben és az exilarcha jobbján jelent meg a nyilvánosság előtt; nagyobb összejöveteleken az áldást a szurai gáón mondta és még akkor is előbb foglalt helyet, ha kollégája jóval idősebb is volt. Egyébként levelezésében a szurai a pumbaditai gáónt nem is tekintette egyenrangú félnek és nem adta meg neki a gáón megszólítást, csupán tudományát ismerte el. A szurai gáón az exilarcha halála esetén az új megválasztásáig annak hivatalát látta el s jövedelmét élvezte. Ezt az óriási előjogot annak köszönhette, hogy eredetileg a szurai akadémia jóval kimagaslott a pumbaditai felett még az amorák korában, tehát jóval két századdal előbb, hogy gaónok voltak. A zsidó liturgia máig is érvényes formáját a szurai gaónok hozták létre, azonkívül a legtöbbnek nagy irodalmi működése volt, így velük a pumbaditaiak nem tudták felvenni a versenyt, kivéve az utolsó két gáónt, Serira ben Haninát (megh. 1006) és a már említett Hájt (megh. 1038). Befolyásuk főképpen a kelet, Észak-Afrika és Spanyolország zsidóságára volt nagy. Az iskolák fenntartására a szétszóródott zsidóság mindenfelől küldött pénzt és értéktárgyakat.

## A babilóniai gáonátus megszűnése
A XI. században politikai viszonyok okozták a gáóni méltóság megszűnését. A gáónoknak teljesen pontos jegyzékét tudjuk úgy Szurában mint Pumbaditában egykori feljegyzésekből, különösen Serira gáónéból és Abraham ibn Daud Szefer ha-Kabóló-jából. Szura utolsó gáónja Sámuel ha-Kohen (megh. 1034), Pumbaditáé Hai, mindkettő nagyon jelentékeny tudós volt. Az utóbbi után még rövid időre átvette a méltóságot maga az exilarcha, de pár év múlva mindkét méltóság megszűnt. Ekkor Palesztinában próbálták újra feléleszteni a gáónságot, amely a Ros jesiva-nak felelt meg, másrészt méltóság is volt, nem csupán iskolafő. Ezt bizonyítja az a körülmény, hogy a palesztinai gáónnál alacsonyabb rangú volt az Av-bész-din, aki a gáón jobbján ült. Salamon b. Juda-nak hívták az első palesztinai gáónt a XI. században s családjában több nemzedéken át örökletes volt a méltóság. Maguknak a babilóniai exilarcháknak a leszármazottjai törekedtek rendszerint a palesztinai gáónságra. A keresztes hadjáratok, sőt már előbb a Szeldzsuk-török invázió véget vetett, de az utolsó gáón, Macliach, áttette székhelyét Egyiptomba, Fosztatba, ahol később is jelentékeny akadémia volt s ahol maga Maimonides is működött s ahol szintén volt exilarcha is. A palesztinai és Egyiptomba átszármazott gaónok kohaniták voltak s Ezrára vezették vissza családfájukat. A tradíció oly erős volt, hogy Tudelai Benjáminnak, a hírneves zsidó útleírónak feljegyzése szerint az iskolafőt Damaszkuszban gaónként tisztelték már akkor is, amikor a méltóság rég megszűnt.

## A gáonok írásai magyar nyelven
- Szaadja gáon: Hittételek és vélemények könyve; arabból ford. Hegedűs Gyöngyi; Goldziher Intézet–L'Harmattan, Bp., 2005 (Dialogos) ISBN 963-7343-34-2